# 蒙贝利亚尔站
蒙贝利亚尔站，又译蒙贝利亚站，是法国的一个铁路车站，位于法国城市蒙贝利亚尔。

## 位置
蒙贝利亚尔站位于蒙贝利亚尔市区的中部，阿朗河（L'Allan）右岸。车站大致呈南北走向，其正门开口朝西，站内有天桥可与东侧连接。

## 车站概况
蒙贝利亚尔站为一个区域性的交通枢纽，2011年法国高速铁路莱茵河-罗讷河线建成通车后，途径蒙贝利亚尔站的列车数量已大幅下降，现主要停靠区域性列车（TER），而高速列车则需前往贝尔福-蒙贝利亚TGV站乘坐。

## 停靠线路
以下列车线路在蒙贝利亚尔站停靠：
| 蒙贝利亚尔站列车线路表 |              |                     |          |              |
| 线路                   | 车种         | 上一站              | 下一站   | 大致运行频率 |
| 第戎/贝桑松—贝尔福     | 法国大区列车 | 杜河畔里勒/武若库尔 | 埃里库尔 | 每天15趟左右 |
| 里昂/隆斯勒索涅—贝尔福 | 法国大区列车 | 杜河畔里勒          | 埃里库尔 | 每天6趟左右  |
| 蒙贝利亚尔—贝尔福      | 法国大区列车 | （起点）            | 埃里库尔 | 每天6趟左右  |
| 1.                     |              |                     |          |              |

## 配套交通

### 长途汽车
蒙贝利亚尔站对应的大巴车上下车地点位于车站南侧的Acropole，出站后左转即可看见。
杜省客运公司（Mobidoubs）政府提供前往莫托和蓬塔尔列的大巴车线路。
此外，当某条铁路线施工或罢工时，SNCF也会提供途径该线路沿途站点的大巴车。

### 市内交通
蒙贝利亚尔站对应的公交车站名称为"Acropole"，位于车站正门的南侧，停靠该站的公交线路包括蒙贝利亚尔快速公交A线（Diam A）、快速公交B线（Diam B）、1路、2路、3路、4路、5路、7路、8路、10路、30路和贝尔福快线（Express Belfort），此外还有前往贝尔福-蒙贝利亚尔TGV站的专线公交（Navette）。

## 临近车站
| 蒙贝利亚尔站（Gare de Montbéliard） |                  |            |
| 上行车站                            | 线路             | 下行车站   |
| 武若库尔站                          | 多勒－贝尔福铁路 | 埃里库尔站 |
| - 本表仅显示运营中的线路及车站      |                  |            |